# Ivan Pahernik
Ivan Pahernik (Zagreb, 6. srpnja 1938. − 9. ožujka 2018.), hrvatski primijenjeni grafičar,  karikaturist, prozaik i pjesnik. Pisao i haiku pjesme.

## Životopis
Rodio se je u na Trešnjevci 1938. godine. U Zagrebu završio sedmogodišnju osnovnu školu. Bio je zadnji naraštaj litografa koje se obrazovalo u Srednjoj grafičkoj školi u Zagrebu. U pionirskom natječaju Radio-Zagreba dobio za nagradu bicikl Prvi partizan Subotica 1952. godine. Zaposlio se je u tiskarskom zavodu Ognjen Prica, i radio je u Orbisu i Interpublicu. Član uredništava Paradoksa, Kerempuha, Čvorka, Paradoksa II i Žalca.   Nacrtao brojne karikature za koje je dobio nagrade. Izlagao samostalno i skupno u zemlji i inozemstvu. Svoje je knjige često sâm ilustrirao. Napisao knjige poezije i pjesama te grafičke mape. U književnosti se javio u starijoj dobi. Motiv mu je bila vjera da humorom i satirom može osvijetliti mračne godine komunističke vladavine. Autobiografsko djelo „Još Hrvatska ni propala“ bio je motiv Nevenu Hitrecu prema kojem je snimio višestruko nagrađeni film Snivaj, zlato moje.
Član Hrvatske udruge likovnih umjetnika primijenjenih umjetnosti (ULUPUH) od 1975., Hrvatskog društva karikaturista od 1985. i Društva hrvatskih književnika (DHK) od 2003. godine.

## Djela
Napisao je knjige:
- Zbrka bez riječi
- Cirkus
- Sabrana godišnja doba (haiku)
- Još Hrvatska ni propala (autobiografske priče)
- Još Hrvatska ni propala (nastavak)
- Još, još, još Hrvatska ni propala (humorni roman u tri dijela)
- Spomenar 1942. – 2012.

S Brankom Hlevnjak suurednik knjige o zagrebačkoj školi karikature "Zagrebačka škola karikature – Ni moda ni doktrina".